# لیپکی ویلکیه
لیپکی ویلکیه (به لاتین: Lipki Wielkie) یک روستا در لهستان است که در گمینا سانتوک واقع شده‌است. لیپکی ویلکیه ۱٬۲۰۰ نفر جمعیت دارد.